# الطنب (مدينة حجة)

تعديل مصدري - تعديل

الطنب هي إحدى قرى عزلة عبس بمديرية مدينة حجة التابعة لمحافظة حجة، بلغ تعداد سكانها 579 نسمة حسب تعداد اليمن لعام 2004.